# Фань (деревня)
Фань (баш. Фән) — деревня в Альшеевском районе Республики Башкортостан России. Входит в Казанский сельсовет

## География
Расположена на реке Катайке.
Расстояние до:
- районного центра (Раевский): 16 км,
- центра сельсовета (Казанка): 3 км,
- ближайшей железнодорожной станции (Раевка): 16 км.

## Население
| 2002 | 2009 | 2010 |
| ---- | ---- | ---- |
| 130  | ↘128 | ↘108 |

Согласно переписи 2002 года, преобладающие национальности — татары (54 %), башкиры (42 %).